# (37) Fides
(37) Fides es un asteroide perteneciente al cinturón de asteroides descubierto por Karl Theodor Robert Luther desde el observatorio de Düsseldorf-Bilk, Alemania, el 5 de octubre de 1855.
Está nombrado por Fides, una diosa de la mitología romana.

## Características orbitales
Fides está situado a una distancia media del Sol de 2,643 ua, pudiendo acercarse hasta 2,184 ua. Su inclinación orbital es 3,073° y la excentricidad 0,1735. Emplea en completar una órbita alrededor del Sol 1569 días.